# Igreja de Santa Maria Assunta (Brunico)

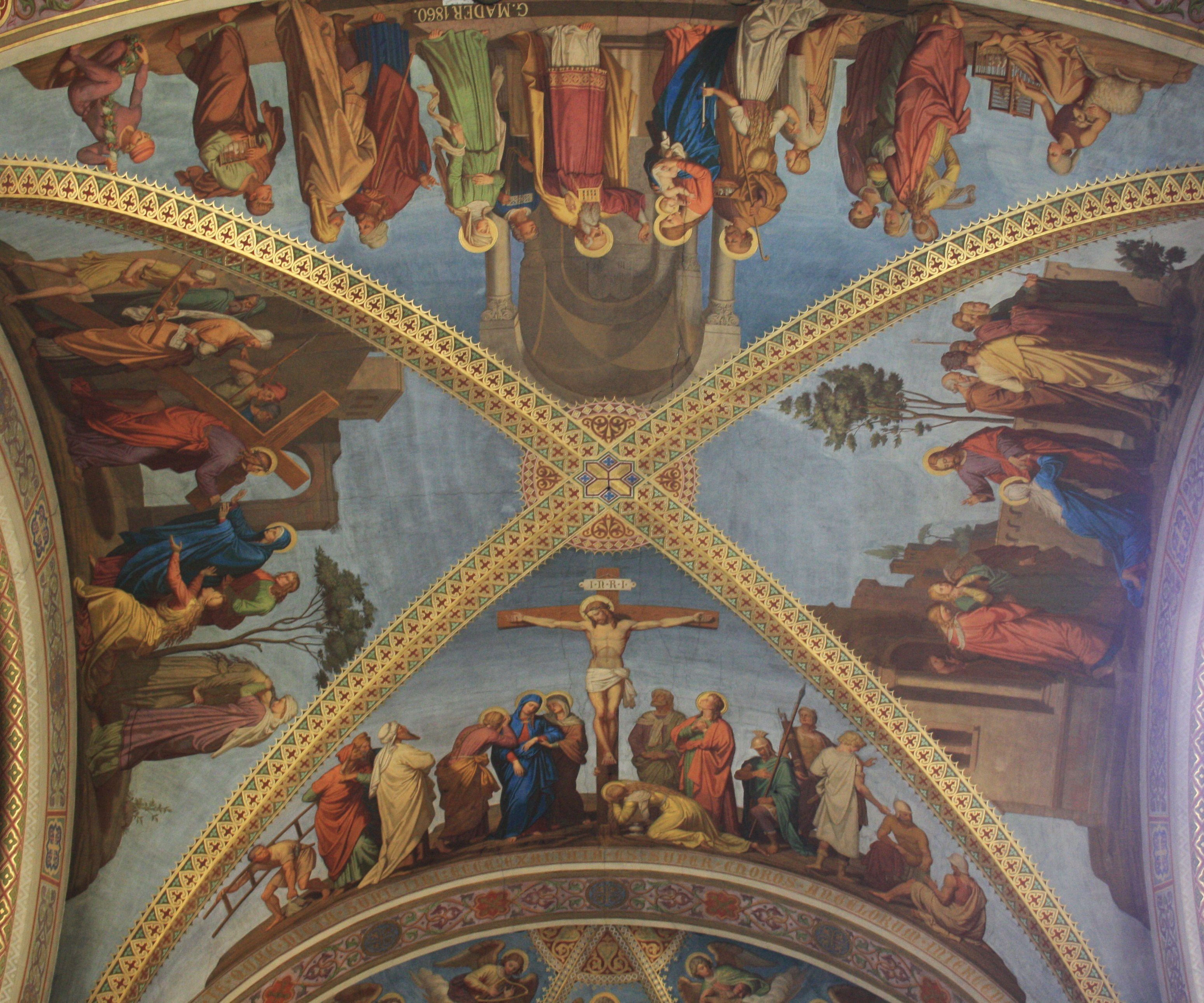
Pintura de tetos por Georg Mader

A igreja paroquial de Santa Maria Assunta (em alemão Pfarrkirche Mariä Himmelfahrt ) está localizada em Brunico, no Tirol do Sul .

## História
A igreja paroquial ergue-se onde já existia uma pequena capela no século XIII, da qual falam alguns documentos em 1316. Em 1381, a pequena capela foi ampliada e se tornou uma igreja por pleno direito, sendo então consagrada novamente. Em 1515 foi reconstruída em estilo gótico pelo mestre Valentin Winkler de Falzes, mas a construção nunca foi concluída. Em 1610 a igreja se tornou a igreja paroquial (Pfarrkirche Mariä Himmelfahrt).
A igreja, construída em estilo clássico pelo construtor de Brunico Jakob Philipp Santer, foi consagrada em 1789 . Finalmente, entre 1851 e 1853, o arquiteto vienense Hermann von Bergmann renovou a igreja em estilo neorromânico .  As pinturas no interior são obras dos pintores tiroleses Georg Mader e Franz Hellweger. O baixo-relevo de bronze, a Deposição, de 1620, também é de fino acabamento. A sacristia abriga belos guarda-roupas do século XV . Um novo edifício barroco baseado em plantas de Jakob Philipp Santer com pinturas no teto de Joseph Schöpf substituiu a antiga igreja por volta de 1790. Após um incêndio, a igreja atual foi construída entre 1851 e 1853 de acordo com plantas do arquiteto vienense Hermann Bergmann . A consagração ocorreu em 1856.
Na fachada da igreja está a inscrição OAMGDEBVM , sigla para Omnia ad maiorem gloriam Dei et beatae Virginis Mariae.